# International Track & Field
International Track & Field, conosciuto in Giappone come Hyper Athlete, è un videogioco sportivo pubblicato e sviluppato da Konami e facente parte della serie Track & Field. Il gioco è in versione 3D e sono presenti tutti i sei eventi sportivi del primo gioco.

## Modalità di gioco
La modalità del gioco è molto simile a Track & Field e presenta le seguenti competizioni olimpiche:
- 100 metri piani
- Salto in lungo
- Getto del peso
- Nuoto (100 metri stile libero)
- 110 metri ostacoli
- Salto in alto
- Lancio del martello
- Salto triplo
- Lancio del giavellotto
- Salto con l'asta
- Lancio del disco

## Accoglienza
Il videogioco ha ricevuto ottimi responsi da IGN (7 su 10) e da The Electric Playground (9 su 10).